# 恩久·晋美旺波
恩久·晋美旺波（藏語：དངུལ་ཆུ་འཇིགས་མེད་དབང་པོ།，威利转写：dngul chu 'jigs med dbang po，？—？）藏族，籍贯不详，第二世恩久活佛。

## 生平
恩久·晋美旺波是第二世恩久活佛。和第一世恩久活佛一样，他也是一位修行者。圆寂之后，其转世即第三世恩久活佛恩久·洛桑群培。